# كلارك وليامز
كلارك وليامز (بالإنجليزية: Clark Williams)‏ هو سياسي أمريكي، ولد في 12 يوليو 1942 في واهبتون في الولايات المتحدة. حزبياً، نشط في الحزب الديمقراطي. وقد انتخب عضو مجلس نواب داكوتا الشمالية.